# Liste der Bodendenkmäler in Vogtareuth
Auf dieser Seite sind die Bodendenkmäler in der oberbayerischen Gemeinde Vogtareuth zusammengestellt. Diese Tabelle ist eine Teilliste der Liste der Bodendenkmäler in Bayern. Grundlage ist die Bayerische Denkmalliste, die auf Basis des Bayerischen Denkmalschutzgesetzes vom 1. Oktober 1973 erstmals erstellt wurde und seither durch das Bayerische Landesamt für Denkmalpflege geführt wird. Die folgenden Angaben ersetzen nicht die rechtsverbindliche Auskunft der Denkmalschutzbehörde.

## Bodendenkmäler der Gemeinde Vogtareuth

### Bodendenkmäler in der Gemarkung Vogtareuth
| Lage                  | Objekt | Akten-Nr.     | Bild |
| --------------------- | --- | ------------- | ---- |
| Vogtareuth (Standort) | Brandgräber der römischen Kaiserzeit. | D-1-8038-0009 |      |
| Vogtareuth (Standort) | Burgstall des Mittelalters. | D-1-8038-0045 |      |
| Vogtareuth (Standort) | Straße der römischen Kaiserzeit, Teilstück der Trasse Augsburg–Salzburg.                                                                                     | D-1-8038-0046 |      |
| Vogtareuth (Standort) | Siedlung vor- und frühgeschichtlicher Zeitstellung. | D-1-8038-0047 |      |
| Vogtareuth (Standort) | Untertägige mittelalterliche und frühneuzeitliche Befunde und Funde im Bereich der katholischen Filialkirche St. Vitus in Zaisering und ihres Vorgängerbaus. | D-1-8038-0105 |      |
| Vogtareuth (Standort) | Grabhügel vorgeschichtlicher Zeitstellung. | D-1-8038-0152 |      |
| Vogtareuth (Standort) | Verebnete Grabhügel vorgeschichtlicher Zeitstellung. | D-1-8039-0046 |      |
| Vogtareuth (Standort) | Siedlung vor- und frühgeschichtlicher Zeitstellung. | D-1-8039-0049 |      |
| Vogtareuth (Standort) | Untertägige spätmittelalterliche und frühneuzeitliche Befunde im Bereich der katholischen Filialkirche St. Georg in Straßkirchen.                            | D-1-8039-0168 |      |
| Vogtareuth (Standort) | Untertägige frühneuzeitliche Befunde im Bereich von Schloss Vogtareuth mit zugehörigem Wirtschaftshof und barocker Gartenanlage.                             | D-1-8039-0173 |      |
| Vogtareuth (Standort) | Untertägige mittelalterliche und frühneuzeitliche Befunde im Bereich der katholischen Pfarrkirche St. Emmeram in Vogtareut und ihrer Vorgängerbauten.        | D-1-8039-0174 |      |
| Vogtareuth (Standort) | Grabhügel vorgeschichtlicher Zeitstellung. | D-1-8039-0190 |      |